# Чилі на літніх Олімпійських іграх 2012
Чилі на літніх Олімпійських іграх 2012 було представлено 35 спортсменами в 17 видах спорту.

## Академічне веслування
Чоловіки
| Спортсмени        | Дисципліна | Відбіркові заїзди | Відбіркові заїзди | Втішний заїзд | Втішний заїзд | Чвертьфінали | Чвертьфінали | Півфінали | Півфінали | Фінал   | Фінал        |
| Спортсмени        | Дисципліна | Час               | Місце             | Час           | Місце         | Час          | Місце        | Час       | Місце     | Час     | Місце        |
| ----------------- | ---------- | ----------------- | ----------------- | ------------- | ------------- | ------------ | ------------ | --------- | --------- | ------- | ------------ |
| Оскар Васкес Очоа | Одиночки   | 7:06.33           | 5                 | 7:09.12       | 2             | 7:24.07      | 5            | 7:57.36   | 5         | 7:36.79 | 23 (Фінал D) |